# JRTゴールデンナイター
JRTゴールデンナイター（ジェイアールティーゴールデンナイター）は、四国放送ラジオで毎年4月 - 9月までの毎週水曜から金曜の夜に放送されている、プロ野球（日本野球機構）のナイター中継である。この項では四国アイランドリーグplus・徳島インディゴソックス戦を中継するラジオを持ってスタジアムへ行こう!徳島インディゴソックス戦中継についても取り扱う。

## 概要
基本の放送枠は水 - 金曜日の18:15 - 21:00で、中継カードの試合展開によっては、放送枠を最大で22:00（2011 - 2015年は21:50まで、2010年は22:00まで、2009年までは23:00まで、かつては24:00まで）延長する。放送枠を延長した場合は、後枠番組で自社制作の『バンリク』の放送時間を短縮する。なお、同番組ネット局の西日本放送・高知放送でも基本として当番組と同じカードを中継する ため、四国放送では当番組の中継を延長した場合でも上記2局への裏送り などを実施しない。
2010年から2017年までは、火曜日にJRNナイター（キー局：TBSラジオ）、水 - 金曜日にNRNナイター（キー局：ニッポン放送）の同時ネットを実施。それ以前に文化放送やRFラジオ日本制作分のナイトゲーム中継を放送していた時期もあったが、「マンデーパ・リーグ」としてパシフィック・リーグのナイトゲームを定期的に開催していた時期の月曜日には、中継枠を編成せずローカル番組を放送していた。なお、RFとTBSラジオがナイター中継に関する提携を結んだ2016年と2017年には、RF制作の中継が火曜日で復活していた。
日本シリーズを中継する場合には、NRN制作分中継の同時ネットで対応。2017年までは、ネットワークの割り当て曜日に応じて、JRN制作分とNRN制作分の中継を放送していた（下表参照）。2018年は日本シリーズ中継のネットを取りやめ、2019年に一度復活したが、2020年は再び中継ネットを取りやめている。
2009年までは土・日曜日もJRNナイターの同時ネットを実施していたが、2010年のJRNナイター削減を機に、日本シリーズの中継を除いて廃枠。さらに、2017年限りでTBSラジオからのJRNナイター配信が終了したことに伴って、2018年から放送枠を水 - 金曜日に縮小している。廃枠後の火曜日には、18時台を自主編成へ切り替える一方で、19:00 - 21:00にTBSラジオ制作のワイド番組（2023年度まで『アフター6ジャンクション』、2024年度は『荻上チキ・Session』）を同時ネットで放送していたが、2025年度から自社制作番組の再放送枠に切り替えている。
なお、テーマ曲は中継がある日、中継がない日でプロ野球ネットワーク（JRN、TBSラジオ制作）をネットする日、ナイタースペシャル（NRN、ニッポン放送制作）をネットする日でそれぞれ異なったものが使用される。中継がある日のテーマソングとして過去に「ワシントン・ポスト」（ジョン・フィリップ・スーザ作曲）が使用された実績がある。
尚、現在のテーマ曲は下記の通り。
Steve Morse Band - Barbary Coast

## 制作担当局

### ペナントレース
火曜日についてはネット終了した2017年時点の体制のもの。
| 地域（球団）／曜日         | 火     | 水  | 木  | 金  |
| 基本系列                   | JRN    | NRN | NRN | NRN |
| 北海道（日）               | HBC    | STV | STV | STV |
| 宮城（楽）                 | TBC    | TBC | TBC | TBC |
| 関東（巨・ヤ・横・西・ロ） | TBS/RF | LF  | LF  | LF  |
| 中京（中）                 | CBC    | SF  | SF  | SF  |
| 近畿（神・オ）             | ABC    | MBS | MBS | ABC |
| 広島（広）                 | RCC    | RCC | RCC | RCC |
| 福岡（ソ）                 | RKB    | KBC | KBC | KBC |
| -------------------------- | ------ | --- | --- | --- |

1. ↑  JRN（TBSラジオ）ネットの時はヤクルト主催ゲームの中継はできない（日本シリーズおよび本拠地球場開催のオールスターゲームを除く）。

### 日本シリーズ
こちらは土・日開催分を2009年までと同様にJRNネットとする(表は2017年時点のもの)。2018年のネット休止後、2019年は全戦NRN全国ネットの中継をネットした。
| 地域（球団）／回戦         | 1          | 2          | 3          | 4             | 5             | 6          | 7          |
| 基本系列                   | JRN        | JRN        | JRN        | NRN           | NRN           | JRN        | JRN        |
| 北海道（日）               | HBC        | HBC        | HBC        | STV           | STV           | HBC        | HBC        |
| 宮城（楽）                 | TBC        | TBC        | TBC        | TBC           | TBC           | TBC        | TBC        |
| 関東（巨・ヤ・横・西・ロ） | TBS        | TBS        | TBS        | ※1            | ※2            | TBS        | TBS        |
| 中京（中）                 | CBC        | CBC        | CBC        | SF            | SF            | CBC        | CBC        |
| 近畿（神・オ）             | ABC        | ABC        | MBS        | ABC           | ABC           | ABC        | ABC        |
| 広島（広）                 | RCC（TBS） | RCC（TBS） | RCC（TBS） | （RCC/LF/QR） | （RCC/LF/QR） | RCC（TBS） | RCC（TBS） |
| 福岡（ソ）                 | RKB        | RKB        | RKB        | KBC           | KBC           | RKB        | RKB        |
| -------------------------- | ---------- | ---------- | ---------- | ------------- | ------------- | ---------- | ---------- |

日本シリーズにおける補足
1. 西暦奇数年：第1・2・6・7回戦はパ・リーグ、第3・4・5回戦はセ・リーグの出場球団本拠地球場で開催。※1＝LF、※2＝QR
2. 西暦偶数年：第1・2・6・7回戦はセ・リーグ、第3・4・5回戦はパ・リーグの出場球団本拠地球場で開催。※1＝QR、※2＝LF
3. RCCは2005年に日本シリーズの放送を再開して以来、2011年を最後に広島出場時以外撤退するまで全試合JRNの中継をネット受けしていた。2016年の広島対日本ハム戦での、MAZDA Zoom-Zoom スタジアム広島で開催される第1・2戦はJRTを含むJRN向けはTBSラジオの乗り込み制作による放送となる（RCCはNRN向けのみを制作して自社で放送）が、第6戦（第6戦で日本ハムの日本一が決定）はRCCのネット受け（NRN向けは別途裏送り）で放送された。

## 徳島ヴォルティス戦の差し替えについて
- 2005年より、徳島ヴォルティスのホームゲームを一部中継しているが、中継対象試合がナイトゲームの場合（年間1試合から2試合程度）は「ラジオを持ってスタジアムへ行こう!徳島ヴォルティス戦中継」として差し替えて中継していた（ただし最初からプロ野球の予定がない日が多かった）。しかし、スカパー!向けテレビ中継を開始した2010年以降、ラジオ中継は行なっていない。（Jリーグ戦中継としても2015・2016年にアウェイの対愛媛FC戦を南海放送からネットした例があるのみ）

## 徳島インディゴソックス戦の中継について
- 2007年より、デーゲームも含めた四国アイランドリーグplus・徳島インディゴソックスのホームゲームを「ラジオを持ってスタジアムへ行こう!徳島インディゴソックス戦中継」として一部自主制作で中継している（2009年は実績なし）[5]。週末のJRNナイター廃止後からは、週末夜にも中継が行われている。
  - 2014年度以降は、プロ野球中継を予備カードに廻して、平日ナイター中継も行われている[6]。中継の際はオープニング曲は同球団の応援歌、エンディング曲として春畑道哉 (TUBE) の「JAGUAR」を使用している。
  - 実況・リポーターはJRTのアナウンサーが、解説は住友健人・松村高明・佐々木健一などの徳島県出身のプロ野球経験者が主に起用されている。
  - 2020年シーズンは新型コロナウイルスによる影響により開幕直後は無観客試合で行われることが決定しており、これを受けて無観客試合の実況中継はタイトルを『ラジオを聴いてエールを送ろう!徳島インディゴソックス戦中継』と変更して放送した。
  - ボートレースラジオ実況中継（競艇のSG・プレミアムGIの優勝戦の中継、文化放送制作）の放送枠と重なった場合、競艇中継の方が優先されるため、その時間帯はIL中継を中断する。